# Малинщина
Ма́линщина — колишнє село в Україні.
Підпорядковувалося Рокитянській сільській раді Великобагачанського району Полтавської області. 27 січня 2009 року рішенням Полтавської обласної ради село виключене з облікових даних.